# Liste von Persönlichkeiten der Stadt Apolda
Diese Liste enthält Persönlichkeiten der Stadt Apolda in Thüringen. Die Liste erhebt keinen Anspruch auf Vollständigkeit.

## Ehrenbürger

Gustav Compter um 1890

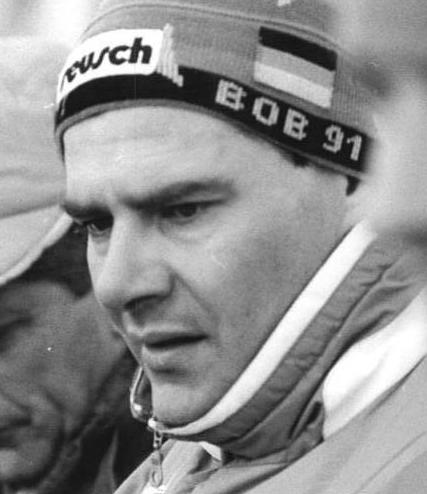
Wolfgang Hoppe 1990

Die Stadt Apolda hat seit 1871 15 Personen das Ehrenbürgerrecht verliehen. Es ist die höchste Auszeichnung, die die Stadt vergibt. Sie zeichnet damit Persönlichkeiten aus, die sich außerordentlich um die Stadt verdient gemacht haben. Die Ehrenbürgerwürde erlischt mit dem Tod des Geehrten. Die am 20. April 1933 durch den Vorstand des Thüringer Städteverbandes an Adolf Hitler und Wilhelm Frick verliehenen Ehrenbürgerwürden wurden mit Verfügung vom 15. Oktober 1945 widerrufen. In der Zeit von 1939 bis 1945 war die Verleihung von Ehrenbürgerrechten untersagt.
- Gustav Francke
Erster Bürgermeister der Stadt Apolda von 1850–1861 und 1871–1877
Ehrenbürger von 1871 bis 1895
Die Verleihung erfolgte für seine Verdienste als Erster Bürgermeister der Stadt Apolda.

- Wilhelm Bock
Großherzoglicher Bezirksrat a. D.
Ehrenbürger von 1884 bis 1888
In Anerkennung der von ihm um die Entwicklung hiesiger Stadt erworbenen Verdienste.

- Adolf Schwabe
Großherzoglich Sächsischer Medizinalrat
Ehrenbürger von 1892 bis 1906
In Würdigung seiner jahrelangen erfolgreichen Tätigkeit für das Gedeihen der Stadt Apolda.

- Christian Linke
Wirkermeister
Ehrenbürger von 1893 bis 1909
Die Verleihung erfolgte für seine langjährige uneigennützliche Tätigkeit für die Entwicklung Apoldas und aus Anlass seiner 25-jährigen Mitgliedschaft im Gemeinderat.

- Alfred Küchler
Superintendent i. R.
Ehrenbürger von 1902 bis 1928
Aus Anlass seiner 26-jährigen Tätigkeit als Oberpfarrer der Stadt Apolda.

- Gustav Compter
Hofrat
Ehrenbürger von 1909 bis 1922
Die Verleihung erfolgte in Würdigung seiner 50-jährigen Tätigkeit als Direktor der Großherzoglich-Sächsischen Wilhelm- und Louis-Zimmermann'schen Realschule.

- Louis Opel
Kommerzienrat
Ehrenbürger von 1910 bis 1921
Die Verleihung erfolgte in Würdigung seiner Stiftungen und seiner allzeit bewiesenen Treue und Liebe zur Stadt Apolda.

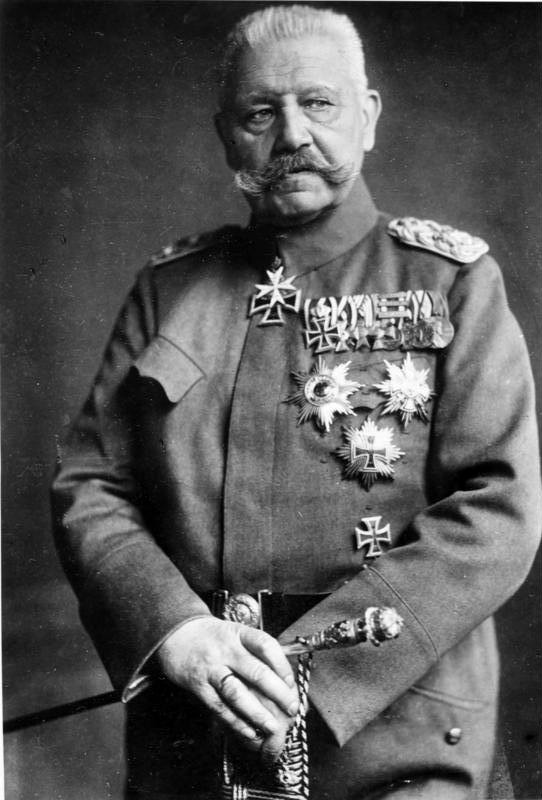
Paul von Hindenburg

- Paul von Beneckendorff und von Hindenburg
Reichspräsident und Generalfeldmarschall
Ehrenbürger von 1917 bis 1934
In Würdigung seines Wirkens für das Deutsche Reich.

- Carl Ludwig
Großherzoglicher Rat
Ehrenbürger von 1918 bis 1925
In Anerkennung seiner Verdienste beim Erwerb der Oetterner Quellen und der allzeit bewiesenen Liebe und Treue zur Stadt Apolda.

- Max Wiener
Fabrikant
Ehrenbürger von 1926 bis 1940
Die Verleihung erfolgte in dankbarer Anerkennung seiner Verdienste um die Verschönerung und Erhaltung der Apoldaer Promenaden.

- Carl Krause
Maurermeister
Ehrenbürger von 1930 bis 1943
Aus Anlass seines 40-jährigen Jubiläums als Mitglied des Apoldaer Stadtrates.
- Ernst Horn
Stadtverordneter laut Wahlergebnis vom 8. September 1946
Ehrenbürger ab 1986

- Die Verleihung erfolgte für seine Verdienste in der Jugendarbeit sowie bei der Gründung einer Ortsgruppe der Freien Deutschen Jugend in Apolda.

- Wolfgang Hoppe
Weltmeister im Viererbob 1995 und Inhaber von insgesamt 30 internationalen Medaillen
Ehrenbürger seit 1995
Die Verleihung erfolgte für seine Verdienste im Bobsport und sein Engagement im Vereinssport der Stadt Apolda.

## Bürgermeister
Der Erste Bürgermeister Ernst Stegmann war mit 33 Jahren die längste Zeit im Amt eines Apoldaer Bürgermeisters.
| Amtszeit  | Name                  |
| --------- | --------------------- |
| 1805–1808 | Chr. Friedrich Tröbst |
| 1806–1814 | Fr. Wilhelm Voigt     |
| 1808–1845 | J. Carl Chr. Schmidt  |
| 1815      | Karl Burkhardt        |
| 1845–1848 | Gottfried Müller      |
| 1848–1850 | Gotthilf Junge sen.   |
| 1850–1861 | Gustav Franke         |
| 1862–1868 | Theodor Schenk        |

| Amtszeit  | Name                   |
| --------- | ---------------------- |
| 1869–1871 | Dr. jur. Hugo Mentz    |
| 1871–1877 | Gustav Francke         |
| 1878–1888 | Julius Schrön          |
| 1888–1890 | Friedrich August Eupel |
| 1890–1896 | Oskar Stechow          |
| 1896–1900 | Georg von Fewson       |
| 1901–1934 | Ernst Stegmann         |
| 1934–1945 | Julius Dietz           |

| Amtszeit     | Name            |
| ------------ | --------------- |
| ab 23.4.1945 | Friedrich Maul  |
| ab 3.6.1945  | Walther Lührs   |
| ab 8.10.1945 | Johannes Berger |
| 1947–1948    | Kurt Meyn       |
| 1948–1950    | Kurt Sparschuh  |
| 1950–1953    | Wilhelm Tischer |
| 1953–1955    | Anton Lifka     |
| 1955–1959    | Kurt Koch       |

| Amtszeit      | Name               |
| ------------- | ------------------ |
| 1959–1963     | Rudi Doye          |
| 1963–1983     | Hans Reichert      |
| 1983–1985     | Elke Brauer        |
| 1985–1989     | Gerhard Brauer     |
| 1989–1990     | Jürgen Goller      |
| 1990–2006     | Michael Müller     |
| 2006–2024     | Rüdiger Eisenbrand |
| Seit 1.6.2024 | Olaf Müller        |

## Söhne und Töchter der Stadt
Die folgenden Personen wurden in Apolda geboren. Für die Nennung hier ist es unerheblich, ob die Personen ihren späteren Wirkungskreis in Apolda hatten oder nicht. Viele sind andernorts bekannt geworden. Die Liste erhebt keinen Anspruch auf Vollständigkeit.
| Name                                  | Geboren         | Gestorben        | Beruf/Tätigkeit |
| ------------------------------------- | --------------- | ---------------- | --- |
| Dietrich von Apolda                   | 1220 o. 1230    | nach 1302        | Dominikanermönch und Verfasser von Heiligenbiografien                                                                                |
| Lorenz Hörnig                         | um 1577         | 12. März 1624    | Bildhauer in Pirna |
| Johann Friedrich Hirt                 | 16. Aug. 1719   | 29. Juli 1783    | Evangelischer Theologe und Orientalist                                                                                               |
| Johann Gottlieb Preller               | 9. März 1727    | 21. März 1786    | Kantor, Komponist und Landvermesser                                                                                                  |
| Christian Zimmermann                  | 2. Aug. 1759    | 17. Jan. 1842    | Gründer des ersten Handelshauses für Wirkwaren 1789 in Apolda                                                                        |
| Karl Wilhelm Müller                   | vllt. 1801      | 5. Aug. 1874     | Klassischer Philologe |
| Friedrich Wilhelm Barfuß              | 23. März 1809   | 13. Aug. 1854    | Mathematiker, Geodät und Autor |
| Christian Gottlob Tröbst              | 25. Juli 1811   | 3. Apr. 1888     | Theologe, Philosoph, Mathematiker und erster Direktor des Realgymnasiums in Weimar                                                   |
| Gottlieb Roh                          | 10. Mai 1813    | 25. Mai 1871     | Wirkermeister, Firmengründer, Verleger                                                                                               |
| Otto von Hellfeld                     | 2. Aug. 1827    | 10. Dez. 1908    | preußischer Generalleutnant |
| Friedrich Klopfleisch                 | 12. Aug. 1831   | 30. Mai 1898     | Begründer der Ur- und Frühgeschichtsforschung im heutigen Thüringen und Sachsen-Anhalt                                               |
| Friedrich Louis Dobermann             | 2. Jan. 1834    | 9. Juni 1894     | Züchter des Dobermanns |
| Herrmann Bachstein                    | 15. Apr. 1834   | 4. Feb. 1908     | Eisenbahnunternehmer und Initiator vieler Eisenbahnstrecken in Deutschland                                                           |
| Richard Ludwig Venus                  | 22. Feb. 1835   | 13. Nov. 1873    | Jurist und Politiker |
| Carl Friedrich Louis Opel             | 5. Juli 1835    | 23. Nov. 1921    | Fabrikant von Fleisch- und Wurstwaren                                                                                                |
| Hermann Müller-Hollenhorst            | 7. Jan. 1841    | 24. Juli 1910    | Kaufmann und Mitglied des Deutschen Reichstags                                                                                       |
| Charles Conrad Schneider              | 24. Apr. 1843   | 8. Jan. 1916     | Ingenieur und Brückenkonstrukteur in den Vereinigten Staaten                                                                         |
| Wilhelm Zimmer                        | 16. Apr. 1853   | 20. Dez. 1937    | Maler |
| Franz Friedrich August Schilling sen. | 31. Okt. 1853   | 15. Jan. 1926    | Erster Glockengießermeister namens Schilling in Apolda                                                                               |
| Arthur Burkhardt                      | 24. Jan. 1857   | 21. Juli 1918    | Ingenieur und Konstrukteur, Gründer der Ersten Deutschen Rechenmaschinenfabrik                                                       |
| Udo Dammer                            | 8. Jan. 1860    | 15. Nov. 1920    | Botaniker |
| Georg Roensch                         | 5. Febr. 1861   | 1923             | Architekt |
| Karl Oßwald sen.                      | 26. Mär. 1861   | 15. Jan. 1942    | Landwirt und Zimmerer |
| Hans Holbein                          | 31. Jan. 1864   | 14. Sept. 1929   | Rechtsanwalt und Sexualreform-Unterstützer                                                                                           |
| Albert Paul Veeh                      | 9. Mai 1864     | 26. Feb. 1914    | Pionier der Luftschifffahrt, Erbauer des halbstarren Luftschiffs Veeh1                                                               |
| Karl Krehahn                          | 1. Feb. 1869    | 24. Jan. 1946    | Musikpädagoge |
| Heinrich Richard Karl Ulrich          | 25. März 1876   | 12. Feb. 1924    | Glockengießermeister, Hersteller der Petersglocke vom Kölner Dom                                                                     |
| Hermann Schneider                     | 9. März 1877    | 3. März 1961     | Architekt |
| Hugo Ruppe                            | 15. Aug. 1879   | 23. Jan. 1949    | Ingenieur und Automobilpionier |
| Robert Birkner jun.                   | 15. Dez. 1881   | 7. Aug. 1944     | Druckereibesitzer und Verleger |
| Wolfgang Otto Schilling               | 20. März 1882   | 25. Aug. 1962    | Glockengießermeister und Gießereibesitzer                                                                                            |
| Franz Moericke                        | 29. März 1885   | 29. Mai 1956     | Handwerker (Modelltischler) und Politiker (KPD), Reichstagsabgeordneter                                                              |
| Eugen Hamm                            | 12. Mai 1885    | 3. Juli 1930     | Maler und Grafiker |
| Heinrich August Friedrich Schilling   | 20. Aug. 1886   | 15. Apr. 1928    | Glockengießermeister und Gießereibesitzer                                                                                            |
| Hans Walther                          | 28. Mai 1888    | 4. Nov. 1961     | Bildhauer |
| Wilhelm Werner                        | 6. Juni 1888    | 14. Mai 1945     | Politiker (NSDAP), Reichstagsabgeordneter und Kriegsverbrecher                                                                       |
| Walter Schulz-Matan                   | 23. Sep. 1889   | 5. Sep. 1965     | Maler des Magischen Realismus |
| Franz Roh                             | 21. Feb. 1890   | 30. Dez. 1965    | Kunstkritiker und Fotograf |
| Karl Kötschau                         | 19. Jan. 1892   | 14. Juni 1982    | NS-Mediziner und Homöopath |
| Elisabeth Blochmann                   | 14. Apr. 1892   | 27. Jan. 1972    | Pädagogin und erste Professorin für Pädagogik an der Philipps-Universität Marburg                                                    |
| Adolf Aber                            | 28. Jan. 1893   | 21. Mai 1960     | Musikwissenschaftler und Kritiker |
| Paul Francke                          | 13. März 1893   | 14. Oktober 1957 | Geologe und Hochschullehrer |
| Walter Gordon                         | 3. Aug. 1893    | 24. Dez. 1939    | Physiker |
| Paul Schöps                           | 6. Jan. 1895    | 5. Dez. 1986     | Rauchwarenkaufmann, Autor und Verleger                                                                                               |
| Franz August Schilling jun.           | 2. Feb. 1897    | 10. Okt. 1977    | Glockengießer |
| Otto Kleine                           | 16. Nov. 1898   | 7. Nov. 1968     | kommunistischer Widerstandskämpfer                                                                                                   |
| Otto Meißer                           | 19. Juni 1899   | 23. Juli 1966    | Geophysiker |
| Richard Künstler                      | 17. Juni 1906   | 26. Juni 1976    | Lehrer und Historiker |
| Willy Hundertmark                     | 16. Apr. 1907   | 15. Dez. 2002    | Kommunist, Redakteur und Widerstandskämpfer gegen den Nationalsozialismus                                                            |
| Ingeborg Krummer-Schroth              | 2. Feb. 1911    | 13. Juli 1998    | Kunsthistorikerin |
| Otto Franz Georg Schilling            | 3. Nov. 1911    | 20. Juni 1973    | Mathematik-Professor in den USA |
| Friedrich Wilhelm Schilling           | 2. Sep. 1914    | 6. Juni 1971     | Glockengießer in Heidelberg |
| Hans-Joachim Schwarze                 | 17. Apr. 1917   | 17. Nov. 1995    | Diplom-Volkswirt und Politiker |
| Karl Schnieke                         | 24. Aug. 1919   | 13. Juni 1974    | Fußballspieler |
| Albert Raisner                        | 30. Sep. 1922   | 1. Jan. 2011     | Französischer Musiker (Harmonikaspieler) und Fernsehmoderator                                                                        |
| Hans Boll                             | 25. Nov. 1923   | 12. Juni 2016    | Komponist, Bearbeiter, Instrumentalist und Dirigent                                                                                  |
| Reinhard Koerner                      | 27. Juni 1926   | 23. Apr. 1987    | Epigraphiker |
| Hansjürgen Müller-Beck                | 13. Aug. 1927   | 2. Aug. 2018     | Prähistoriker |
| Rolf Jahn                             | 8. Okt. 1927    | 3. Mai 2001      | Fußballspieler und Fußballtrainer |
| Anselm Schulz                         | 12. Mai 1931    | 13. Mai 2012     | Benediktinermönch, Abt des Klosters Schweiklberg                                                                                     |
| Karl Schäffner                        | 29. Dez. 1931   | 8. Juni 1995     | Fußballspieler und -trainer |
| Dietrich Bickel                       | 25. Jan. 1932   | 30. Jan. 2020    | Rechtswissenschaftler |
| Hans-Joachim Scheel                   | 23. Juni 1933   | 28. Feb. 2015    | Motorradrennfahrer und Arzt |
| Horst Kirsch                          | 24. August 1933 | 9. Juni 2023     | Fußballspieler |
| Annerose Neumann                      | 16. Juni 1935   | 15. Apr. 2016    | Erste Nachrichtensprecherin des Deutschen Fernsehfunks der DDR                                                                       |
| Winfried Schulz                       | 24. Mai 1938    | 12. Juni 1995    | römisch-katholischer Theologe und Kirchenrechtler, Hochschullehrer                                                                   |
| D. E. Sattler                         | 8. Okt. 1939    | 19. Nov. 2023    | Herausgeber der Frankfurter Hölderlin-Ausgabe                                                                                        |
| Gunter Benkißer                       | 19. Jan. 1939   | 1. Dez. 2012     | Ingenieurwissenschaftler und Hochschullehrer                                                                                         |
| Lothar Paul Schleicher                | 22. Okt. 1939   | 6. Nov. 1999     | Sammler von Zweirad-Oldtimern |
| Ehrenfried Schulz                     | 13. Nov. 1939   | 31. Juli 2016    | römisch-katholischer Theologe |
| Peter Franz                           | 10. Mai 1941    |                  | Autor, Heimatforscher und inoffizieller Mitarbeiter des MfS der DDR                                                                  |
| Martin Lüdke                          | 9. Apr. 1943    |                  | Literaturwissenschaftler und Literaturkritiker                                                                                       |
| Elisabeth Onißeit                     | 15. Sep. 1944   |                  | Radsportlerin, Trägerin der Ehrenmedaille der Stadt Apolda 2004                                                                      |
| Joachim Weyrich                       | 1945            |                  | Maler, Grafiker, Kunstpädagoge und Leiter des Heimatmuseums Graal-Müritz                                                             |
| Richard Albrecht                      | 4. Mai 1945     |                  | Sozialwissenschaftler, Bürgerrechtler und Autor                                                                                      |
| Jörg Grünler                          | 9. Nov. 1945    |                  | Filmregisseur und Drehbuchautor |
| Heinz Hoppe                           | 6. März 1947    |                  | Motorradsportler und 37-maliger DDR-Meister im Motocross, Bruder von Wolfgang Hoppe                                                  |
| Hans-Helmut Münchberg                 | 19. Dez. 1948   |                  | Politiker, Landrat des Landkreises Weimarer Land                                                                                     |
| Christine Laser                       | 19. März 1951   |                  | Ehemalige Leichtathletin |
| Sigrun Siegl                          | 29. Okt. 1954   |                  | Ehemalige Leichtathletin |
| Hartmut Reich                         | 7. Mai 1956     |                  | Ehemaliger deutscher Ringer, Welt- und Europameister im freien Stil im Fliegengewicht                                                |
| Wolfgang Hoppe                        | 14. Nov. 1957   |                  | Ehemaliger Bobfahrer |
| Jörg Henke                            | 23. Juni 1961   |                  | Politiker (AfD) und seit 2014 Mitglied des Thüringer Landtags                                                                        |
| Axel Lobenstein                       | 19. Mai 1965    |                  | Judoka, Europameister und Weltmeisterschaftsdritter                                                                                  |
| Uwe Langhammer                        | 12. Juni 1965   |                  | Letzter DDR-Meister im Stabhochsprung                                                                                                |
| Heidi Vater                           | 7. Juli 1966    |                  | Tennisspielerin, Fußballspielerin und -trainerin                                                                                     |
| Ralph Lenkert                         | 9. Mai 1967     |                  | Bundestagsabgeordneter (Die Linke)                                                                                                   |
| Sybille Schmidt                       | 31. Aug. 1967   |                  | Ehemalige Ruderin, die 1992 Olympiasiegerin im Doppelvierer wurde                                                                    |
| Andrea Eskau                          | 21. März 1971   |                  | Handbikesportlerin und Doppel-Paraolympicsiegerin 2014 im Biathlon und auf dem Ski-Schlitten                                         |
| Mike Mohring                          | 22. Dez. 1971   |                  | Fraktionsvorsitzender der CDU-Fraktion Thüringen, Landesvorsitzender der CDU Thüringen und seit 1999 Mitglied des Thüringer Landtags |
| Mark Ashley                           | 6. Jul. 1973    |                  | Popsänger |
| Nico Schwanz                          | 12. Jan. 1978   |                  | Fotomodel |
| Thomas Gottweiss                      | 1979            |                  | Politiker |
| Marcel Klinge                         | 4. Dez. 1980    |                  | Politiker (FDP) und seit 2017 Mitglied des Deutschen Bundestags                                                                      |
| Lydia Rosenfelder                     | 1982            |                  | Journalistin |
| Martin Putze                          | 14. Jan. 1985   |                  | Bobsportler |
| Anne Schäfer                          | 1. März 1987    |                  | Tennisspielerin |
| Melanie Groll                         | 21. Juni 1987   |                  | Fußballspielerin |
| Luise Wolfram                         | 27. Juli 1987   |                  | Theater- und Filmschauspielerin |
| Marco Riemer                          | 24. Feb. 1988   |                  | Fußballspieler |
| Franziska Dittmann                    | 1988            |                  | Fotomodel |
| Bertram Burkert                       | 1994            |                  | Jazzmusiker |
| Max Reschke                           | 28. März 1995   |                  | Imker, Politiker (stellv. Vorsitzender der Fraktion BÜNDNIS 90/DIE GRÜNEN Thüringen)                                                 |
| Anja Heuschkel                        | 4. August 1997  |                  | Fußballspielerin |

## Personen, deren Wirken mit Apolda verbunden ist
| Name                         | Geboren                          | 0Gestorben00                     | Beruf/Tätigkeit |
| ---------------------------- | -------------------------------- | -------------------------------- | --- |
| Graf Berno (auch Becelin)    | lebte Mitte des 11. Jahrhunderts | lebte Mitte des 11. Jahrhunderts | Territorialherr, Ende des 11. Jahrhunderts in der „oberen Kirche“ von Apolda begraben, aber 1123 nach Ettersburg überführt             |
| Graf Wichmann                | lebte im 12. Jahrhundert         | nach 1133(?)                     | Sohn von Graf Berno, Vorsitzender des thüringischen Landdings, Besitzer einer Kirche von Apolda                                        |
| Apel III. Vitzthum           | 1425                             | 1474                             | Territorialherr mit Besitztümern in Apolda                                                                                             |
| Busso II. Vitzthum           |                                  | 1467                             | Territorialherr mit Besitztümern in Apolda                                                                                             |
| Bernhard Vitzthum            |                                  | 1486                             | Territorialherr mit Besitztümern in Apolda                                                                                             |
| Anton Friedrich von Vitzthum |                                  | 1631                             | Territorialherr bis zu seinem Tod Besitzer von Schloss und Herrschaft über Apolda                                                      |
| Johann Nikolaus Eschner      |                                  |                                  | Wirker und Händler, brachte um 1690 den ersten Strumpfwirkstuhl nach Apolda                                                            |
| Peter Herold                 |                                  | 16. Mai 1700                     | Orgelbauer in Apolda |
| Johann Nicolaus Mempel       | 10. Dez. 1713                    | 26. Feb. 1747                    | Kantor in Apolda |
| Adolf Facius                 | 1803                             | 1872                             | Diakon und 1859 Gründer des Vorläufers der Realschule                                                                                  |
| Karl Timler                  | 10. Jul. 1836                    | 10. Feb. 1905                    | Architekt und Planer der Zimmermannschen Fabrik und heutiger Sitz des Landratsamt Weimar                                               |
| August Baudert               | 16. Jun. 1860                    | 24. Apr. 1942                    | Publizist und Politiker der SPD |
| Paul Louis Adolf Mebes       | 23. Jan. 1872                    | 9. Apr. 1938                     | Architekt, Vertreter des „Neuen Bauens“, Erbauer der Bergschule                                                                        |
| Max Ehrhardt                 | 1866                             | 1932                             | Architekt und Bauunternehmer in Apolda                                                                                                 |
| Hugo Michel                  | 4. Apr. 1866                     | 9. Jun. 1944                     | Thüringischer Sammler, Briefmarkenhändler und Herausgeber des MICHEL-Briefmarken-Katalogs                                              |
| Carl Joachim Slevogt         | 29. Dez. 1876                    | 6. Sep. 1951                     | Maschinenbau-Ingenieur, Konstrukteur, Automobilpionier, Rennfahrer, ADAC-Funktionär                                                    |
| Otto Wagner                  | 4. Okt. 1877                     | 1. Dez. 1962                     | Verwaltungsjurist, Politiker der LDPD, 1905–1908 Zweiter Oberbürgermeister von Jena, Stadtrat, 1918–1933 Oberbürgermeister von Breslau |
| Hermann Schiering            | 27. Apr. 1884                    | 16. Okt. 1944                    | Widerstandskämpfer |
| August Berger                | 30. Jan. 1892                    | im Apr. 1945                     | Kommunalpolitiker |
| Willi Brümmer                | 24. Jan. 1893                    | 16. Jun. 1936                    | Widerstandskämpfer gegen das Naziregime                                                                                                |
| Rudi Moser                   | 6. Apr. 1898                     | 15. Apr. 1979                    | Röntgenologe |
| Johann Ollik                 | 12. Jul. 1905                    | 10. Jan. 1945                    | Widerstand gegen das Naziregime |
| Irene Seiler                 | 26. Apr. 1910                    | Juli 1984                        | Fotografin und Opfer des Faschismus |
| Kurt Weiland                 | 15. Jul. 1910                    | im Sep. 1944                     | Widerstandskämpfer gegen den Nationalsozialismus                                                                                       |
| Hermann Fischer              | 18. Jan. 1912                    | 23. Nov. 1984                    | Sportler und kommunistischer Widerstandskämpfer gegen den Nationalsozialismus                                                          |
| Ludwig Edinger               | 7. Jan. 1917                     | 27. Mär. 2000                    | Oberleutnant, Kampfkommandant und Retter der Stadt Apolda                                                                              |
| Erich Bartl                  | 12. Nov. 1920                    | 5. Aug. 1985                     | Gründer der Apoldaer Volkssternwarte auf der Jahnhöhe                                                                                  |
| Hans Geupel                  | 10. Okt. 1923                    | 29. Dez. 2000                    | Sportpädagoge, Trainingsleiter und Namensgeber für das Apoldaer Stadion                                                                |
| Margarete Schilling          | 4. Jul. 1932                     |                                  | Autorin und Expertin für Glocken und Carillons                                                                                         |
| Gerd Fesser                  | 1941                             |                                  | Historiker und Autor |
| Kurt Weyh                    | 29. Sep. 1952                    | 21. Dez. 2014                    | SPD-Landtagsabgeordneter, -Stadtrat und Unternehmer im Druckereigewerbe                                                                |
| Hiltrud Dorothea Werner      | 16. Apr. 1966                    |                                  | Managerin, ehem. Volkswagen-Vorstand, Aufsichtsratsvorsitzende Mitteldeutsche Flughafen AG                                             |
| Marco Schreyl                | 1. Jan. 1974                     |                                  | Fernseh- und Radiomoderator |
| Ronny Weiland                | 25. Feb. 1975                    |                                  | Volkstümlicher Sänger, Gewinner des Wettbewerbs „Superstar der Volksmusik“ 2007                                                        |